# Thryssa scratchleyi
Thryssa scratchleyi là một loài cá trong họ Engraulidae. Chúng là loài đặc hữu của Australia.